# Villalago
Villalago ist eine italienische Gemeinde (comune) mit 503 Einwohnern (Stand 31. Dezember 2023) in der Provinz L’Aquila in den Abruzzen. Villalago ist Mitglied der Vereinigung I borghi più belli d’Italia (Die schönsten Orte Italiens).

## Lage
Die Gemeinde liegt etwa 59 Kilometer südöstlich von L’Aquila und gehört zur Comunità montana Peligna. Im Gemeindegebiet liegt der Lago di Scanno, der durch den Sagittario abfließt.

## Sehenswürdigkeiten
- Bemerkenswert ist die Burg auf einem Hügel, die Rocca di Villalago, deren Ursprung wohl auf die Langobarden zurückgeht und deren Entstehungszeit im 8. Jahrhundert vermutet wird. In einigen Räumen ist ein Museum für Handwerk und Brauchtum eingerichtet.
- Des Weiteren ist auch die Kirche Madonna di Loreto im Ort beachtenswert.

## Einzelnachweise

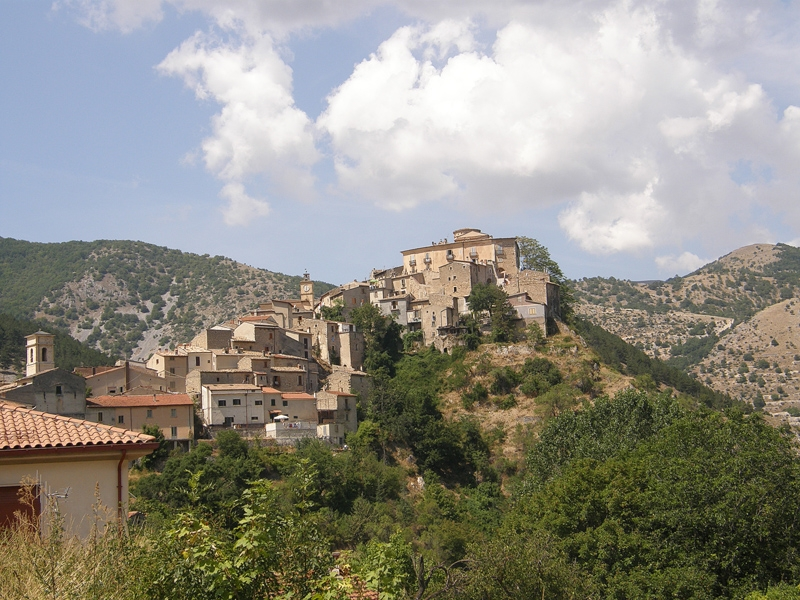
Villalago
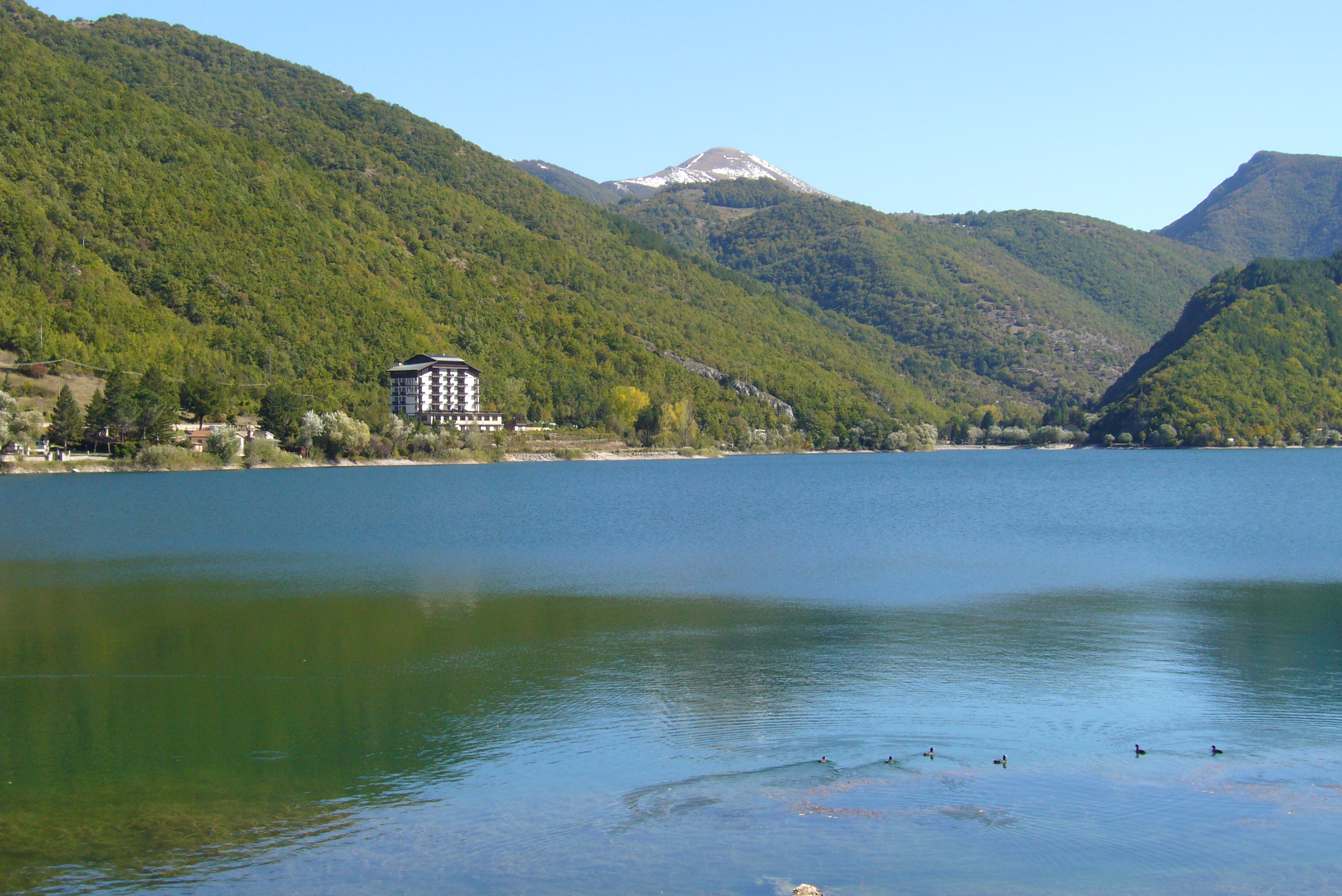
Lago di Scanno